# Вишни Медзев
Вишни Медзев (слч. Vyšný Medzev) насељено је мјесто са административним статусом сеоске општине (слч. obec) у округу Кошице-околина, у Кошичком крају, Словачка Република.

## Становништво
| Година:    | 1994. | 2004. | 2014.   | 2024.   |
| ---------- | ----- | ----- | ------- | ------- |
| Број људи: | 0     | 536   | 520     | 551     |
| Разлика:   |       | –     | -2,98 % | +5,96 % |

| Година:    | 2023. | 2024.   |
| ---------- | ----- | ------- |
| Број људи: | 554   | 551     |
| Разлика:   |       | -0,54 % |

Према подацима о броју становника из 2011. године насеље је имало 533 становника.